# فايز زيدان
فايز عارف أحمد زيدان (وُلد في 20 يناير 1945 في تل) مهندس طيّار وعسكري وسياسي وبرلماني فلسطيني، كان رئيسًا لسُلطة الطيران المدني الفلسطيني برتبة وزير، وعضوًا في المجلس التشريعي الفلسطيني الأول بين عامي 1996 و2006 حيث كان قد ترشح في الانتخابات العامة الفلسطينية عام 1996 ممثلًا عن حركة فتح في دائرة محافظة نابلس وحصل على 36,455 صوتًا.
اعتمدت اللجنة المركزية لحركة فتح في 29 يناير 2006، قرار المجلس الثوري السادس لحركة فتح الصادر في 7 نوفمبر 2005، اعتبار كل من رشح نفسه للانتخابات التشريعية الفلسطينية الثانية ولم يلتزم بقرارات الحركة، اعتباره خارج صفوف الحركة وأطرها.
في 7 فبراير 2007، قرر أمين سر اللجنة المركزية لحركة فتح فاروق القدومي إعادة الاعتبار التنظيمي اعتبارًا من 1 يناير 2007 لكل من فُصل من الحركة عام 2006 جراء ترشحه خارج كتلة حركة فتح البرلمانية في الانتخابات التشريعية الفلسطينية 2006.